# زبوروویتسه
زبوروویتسه (به لاتین: Zborovice) یک منطقهٔ مسکونی در جمهوری چک است که در شهرستان کرومیه‌رژیژ واقع شده‌است. زبوروویتسه ۱۲٫۴۷ کیلومتر مربع مساحت و ۱٬۵۹۴ نفر جمعیت دارد و ۲۴۷ متر بالاتر از سطح دریا واقع شده‌است.